# NGC 7567
NGC 7567 ist eine irreguläre Galaxie im Sternbild Pegasus nördlich des Himmelsäquators, die schätzungsweise 199 Millionen Lichtjahre von der Milchstraße entfernt ist.
Das Objekt wurde am 3. November 1864 von Albert Marth entdeckt.